# Хонтхорст, Виллем ван
Виллем ван Хонтхорст (1594—1666) — голландский художник Золотого века; представитель утрехтской школы живописи.

## Биография
Виллем ван Хонтхорст родился в 1594 году в городе Утрехте.
Как и его старший брат Геррит, начал постигать искусство рисования у своего отца Германа ван Хонтхорста (декоратора по профессии), который давал мальчикам уроки совместно с Абрахамом Блумартом.
Покинув отчий дом жил в городе Гааге, где женился в 1643 году. Как и Геррит, он стал известен как один из лучших последователей Караваджо и приобрёл славу одного из наиболее ярких портретистов эпохи.
С 1647 по 1664 год он был придворным художником в Берлине у графини Луизы Генриетты, дочери Фредерика-Генриха Оранского и супруги курфюрста Бранденбурга Фридриха Вильгельма Первого.
Виллем ван Хонтхорст умер 19 февраля 1666 года в родном городе.

## Галерея

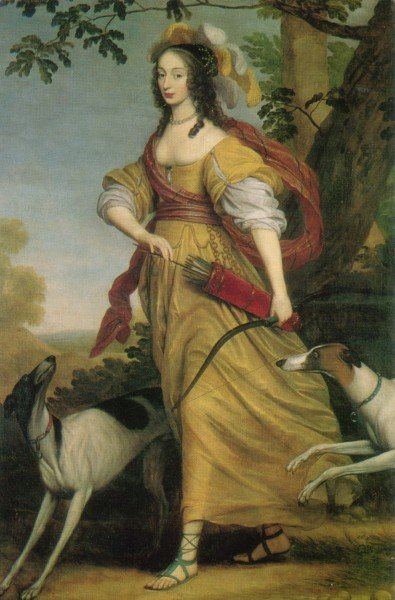
Луиза Генриетта Нассау-Оранская
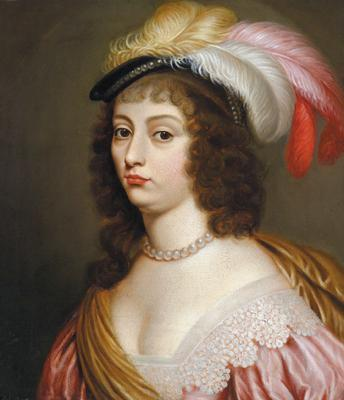
[описание?]
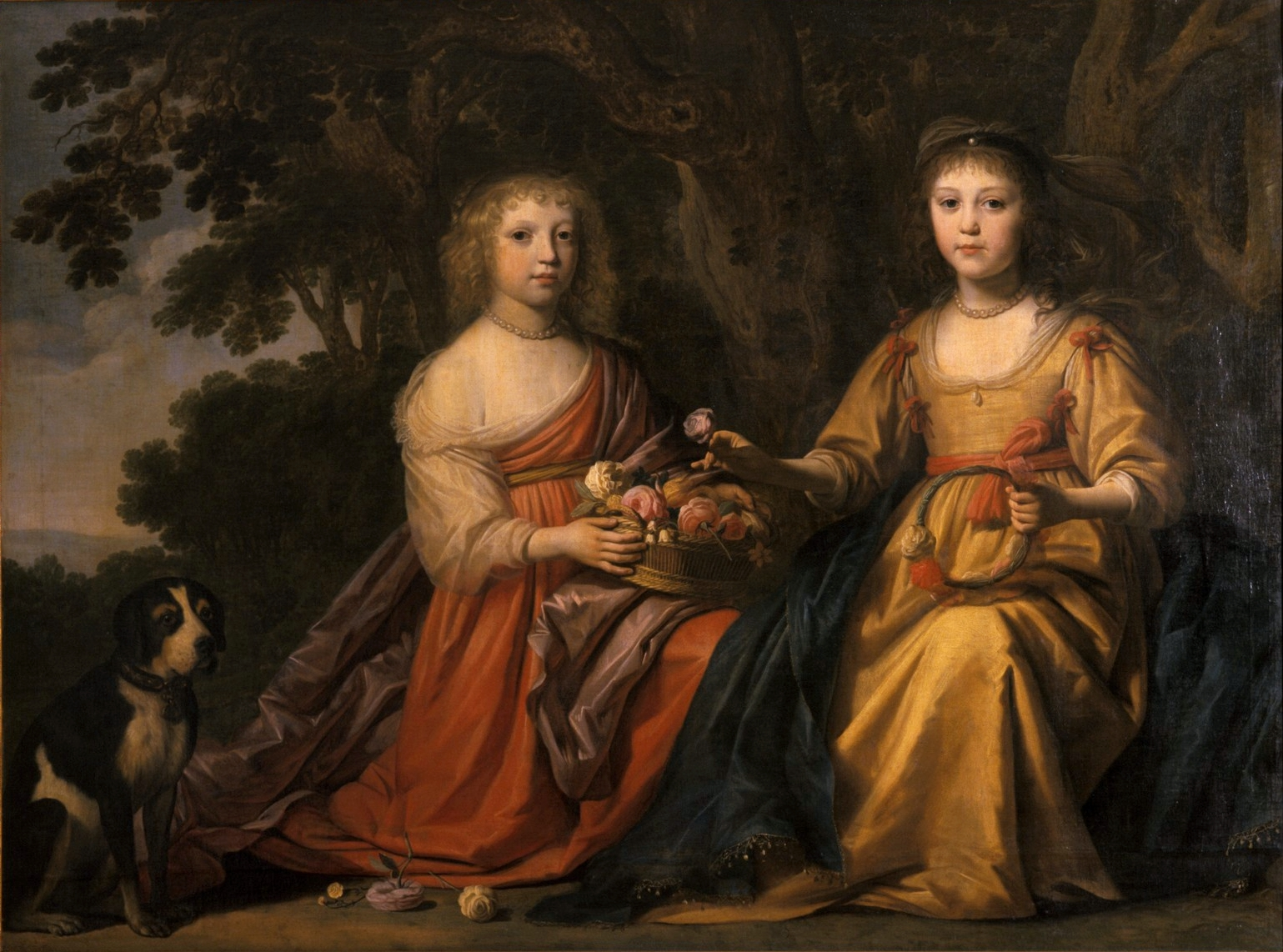
[описание?]
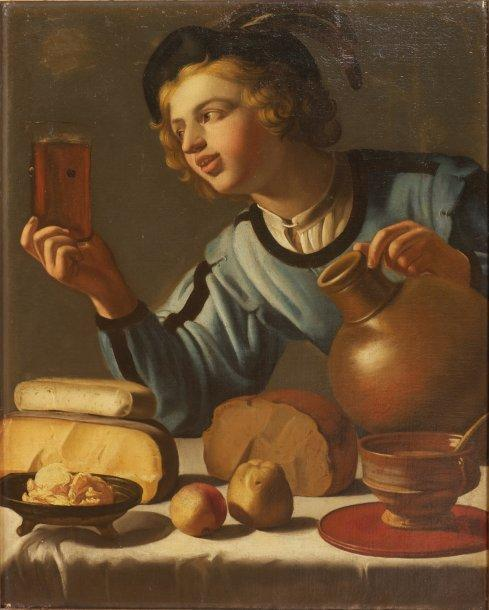
Юный пьяница